# Zalesie Górne
Zalesie Górne is een dorp in de Poolse woiwodschap Mazovië. De plaats maakt deel uit van de gemeente Piaseczno en telt 2000 inwoners.

## Verkeer en vervoer
- Station Zalesie Górne